# Džozerti
Džozerti je ime faraona 3. dinastije, koji je, prema Manetonu, vladao 7 godina nakon Džozera, a prije Sekemketa. Postojanje ovog faraona je upitno, pa se pretpostavlja da je to samo drugo ime za Sekemketa, koji se obično smatra pravim Džozerovim nasljednikom. Džozerti je također zvan i Tir. Toby Wilkinson je ustvrdio da je upravo Sekemket vladao 7 godina, pa bi prema tome Džozerti doista bio Sekemket. 